# ليام هاولت
ليام هاولت (بالإنجليزية: Liam Paul Paris Howlett)‏ هو ملحن ومنتج أسطوانات ودي جيه بريطاني، ولد في 21 أغسطس 1971 في إسكس في المملكة المتحدة.

## وصلات خارجية
- ليام هاولت على موقع IMDb (الإنجليزية)
- ليام هاولت على موقع ميوزك برينز (الإنجليزية)
- ليام هاولت على موقع إن إن دي بي (الإنجليزية)
- ليام هاولت على موقع أول ميوزيك (الإنجليزية)
- ليام هاولت على موقع ديسكوغز (الإنجليزية)
- ليام هاولت على موقع قاعدة بيانات الفيلم (الإنجليزية)